# Первомайская улица (Могилёв)
Первомайская улица — центральная улица белорусского города Могилёв, его главная транспортная магистраль.

## История
Формирование улицы началось в XVI веке на север от центральной Шкловского предместья Нового города севернее центральной Торговой площади (ныне площадь Славы). Первоначально она называлась Шкловской, во времена Российской империи — Днепровским проспектом. В 1918 году переименована в Первомайскую улицу, также в советское время называлась также Ульяновой-Крупской в честь советского общественного деятеля Надежды Константиновны Крупской, жены В. Ленина.
Современный облик улицы начал формироваться в соответствии с генпланом социалистической реконструкции города 1936—1939 годов, согласно которому на ее пересечении с проспектом Мира создан новый общественный центр — площадь Ленина с Домом Советов, и была построена гостиница «Днепр». В послевоенные годы согласно генплану 1947—1950 годов началась реконструкция улицы от площади Советов (ныне площадь Славы) до площади Ленина. В начале 1950-х годов на площади между улицей Лазаренко и кинотеатром «Красная Звезда» был построен 143-квартирный дом, на противоположном восточном стороне улицы — 5-этажные жилые дома с магазинами на первых этажах. Одновременно завершена реконструкция площадей Ленина и Советской.
При реконструкции ул. Первомайской и прилегающих к ней кварталов не удалось достичь целостного взаимообусловленного характера здания. И дело не в том, что новые и построенные в довоенное время сооружения решены в разном стилистическом характере. Причина заключается в том, что многоэтажные жилые дома, как и общественные здания, построенные по проектам архитекторов Л. Рыминского, А. Семененко и Д. Санникова в 1950—1957 годах, резко отличаются от построенных ранее не только насыщенностью декоративных средств, но главным образом принципами объёмного построения.

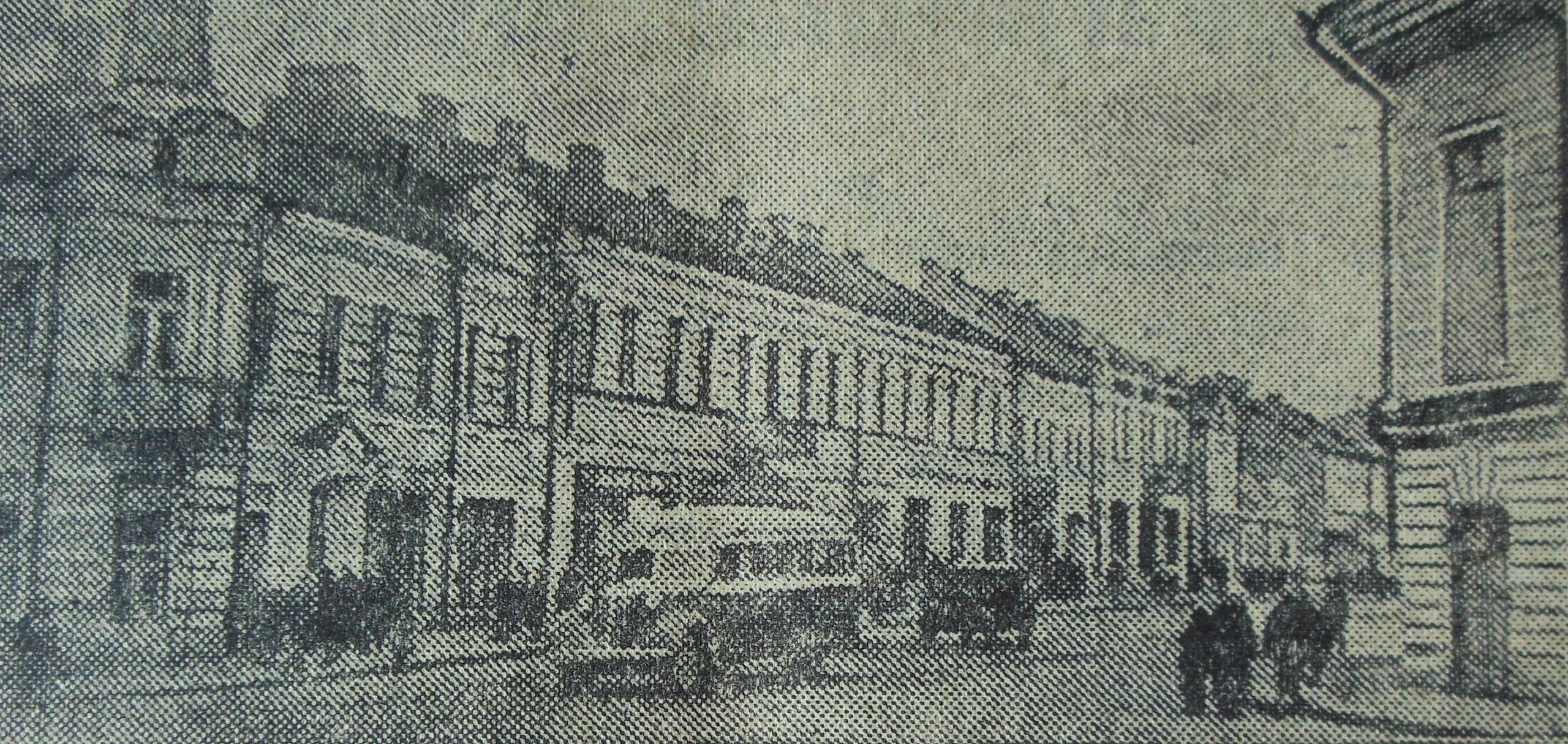
Застройка четного стороны до войны. Дома Каца, Бако, Грубина, Гинзбурга

В 1960—1970-е годы на Театральной площади построены Дом политпросвещения, здание Могилёвского обкома КПСС, 6-этажный 80-квартирный (с предприятиями бытового обслуживания и магазинами на 1-м этаже) на пересечении с улицей Миронова, и 111-квартирный жилые дома, универмаг.
В 1970—1980-е годы на участке между площадями Ленина и Театральной расширена за счет сноса с восточной стороны исторической застройки. Объёмно-пространственная композиция этой части застройки основана на контрасте высотных зданий на западном и продольных на восточном сторонах улицы.
В 1981 году на участке между ул. Мигая и Буденного построен 9-12-этажный жилой дом с предприятиями бытового обслуживания, в 1984 году рядом с гостиницей «Днепр» возведён 12-этажный жилой дом.

## Расположение
Протяжённость 6350 [уточнить] м от площади Славы до Шкловского шоссе.

## Застройка

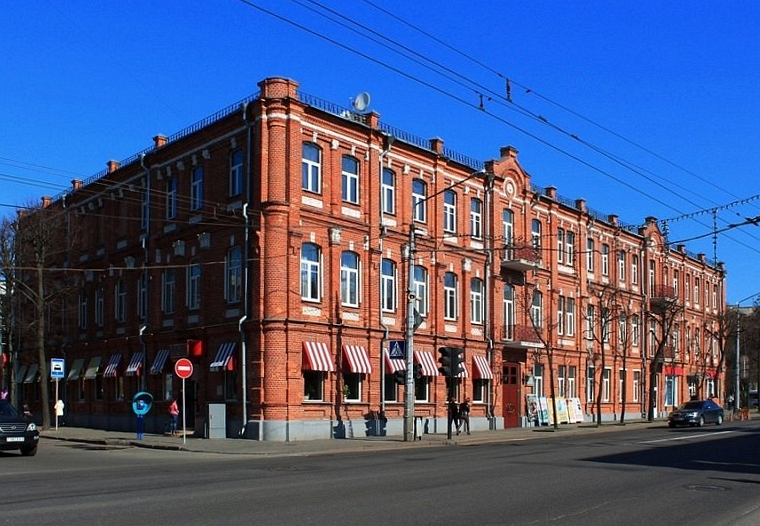
Здание бывшего дворянского собрания

Большую роль в формировании архитектурных ансамблей улице играют расположенные на ней площади Славы, Театральная, Ленина, Привокзальная, а также сохраненные памятники архитектуры XVII — начала XX веков — здания. бывшего окружного суда (сейчас музей), железнодорожный вокзал, городской театр, женская гимназия, дворянское училище, мемориальная арка. На улице также расположены завод «Строммашина», могилёвская типография имени Спиридона Соболя и другие.

### Нечётная сторона
- Остатки Богоявленского монастыря (XVII—XIX вв.) в квартале, ограниченном улицами Первомайской, Ленинской, Болдина — Историко-культурная ценность Беларуси, код 513Г000008
- № 5 (ул. Болдина, 1) — жилой дом с выставочным залом. На этом месте находился дом Цейтлина[2], который обладал модно-галантерейной магазином и торговал обувью всемирно известной российско-американской фирмы «Треугольник». В этом доме располагалась гостиница «Американская» гостиница Гамшея Абелевича Модлина[3][4].
- № 7 — Здание городского театра (1886—1888) — Историко-культурная ценность Беларуси, код 513Г000586

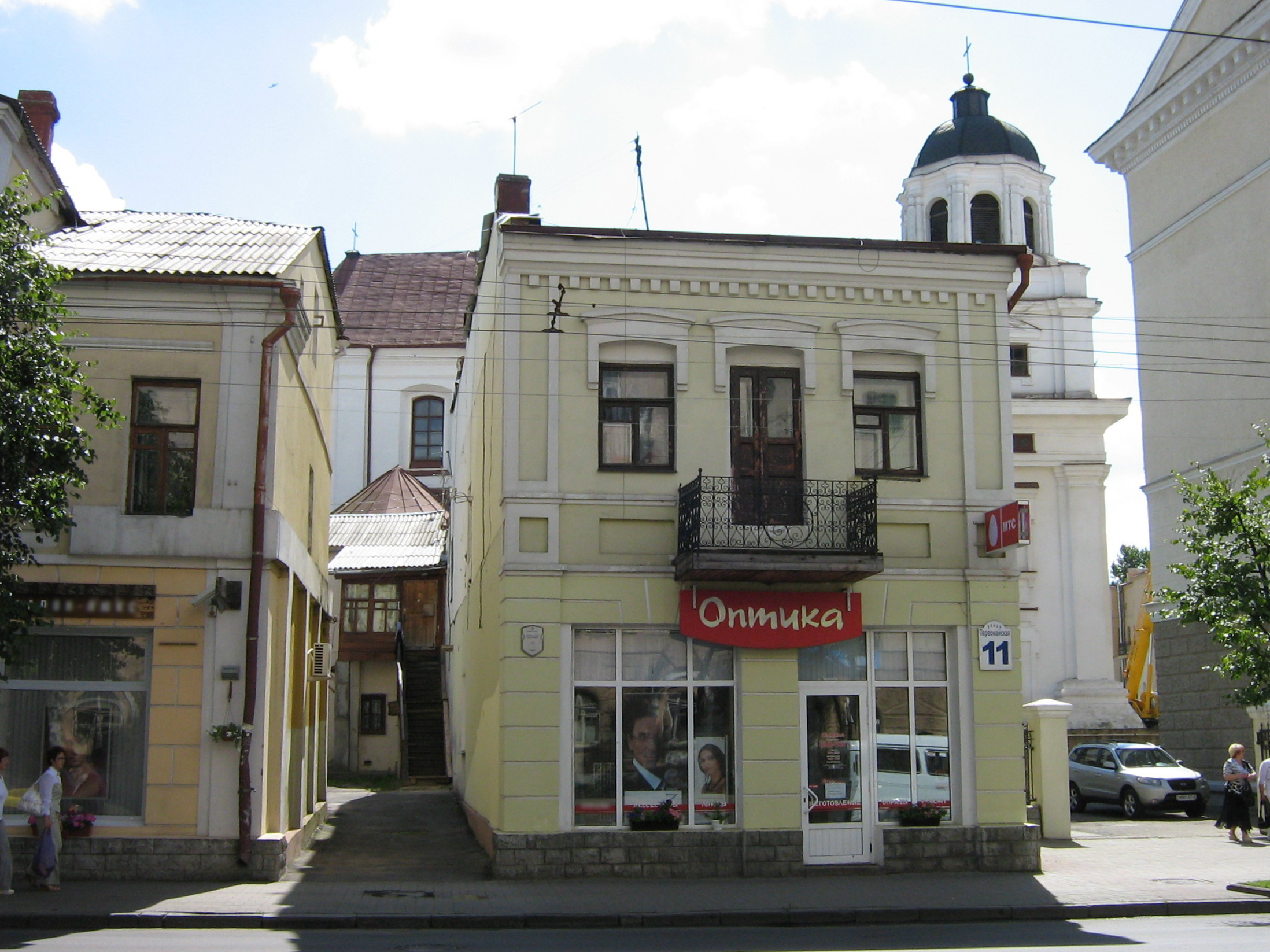
Дом № 11

- № 11 — двухэтажный дом Вильнера[3]. — Историко-культурная ценность Беларуси, код 513Е000001
- № 13 — двухэтажный дом с мезонином Минахера[3]. — Историко-культурная ценность Беларуси, код 513Е000001
- № 15 — двухэтажный дом Лурье[3], в котором размещались кредитная контора и табачная лавка Р. Лившица[5]. — Историко-культурная ценность Беларуси, код 513Е000001
- № 17 — трехэтажный дом Идельсона[3], в котором торговал сукном Марголин [5] торговал сукном. — Историко-культурная ценность Беларуси, код 513Е000001
- № 19 — двухэтажный дом Ханина. Часть во дворе — дом Соболевских, типография Якова Натановича Подземского (арендаторы Шифрин и Каган)[3][5]. Здесь печатались книги на русском, польском, белорусском языках. В 1924 году здание национализированы. Верхний этаж использовался как жилой, на нижнем с советских времен расположилась парикмахерская «Юность» и торговые учреждения[6]. — Историко-культурная ценность Беларуси, код 513Е000001
- № 21 — Историко-культурная ценность Беларуси, код 513Е000001
- № 23 — Историко-культурная ценность Беларуси, код 513Е000001
- № 23а — Историко-культурная ценность Беларуси, код 513Е000001
- № 25 — Историко-культурная ценность Беларуси, код 513Е000001
- № 27 — Историко-культурная ценность Беларуси, код 513Е000001
- № 29 — гостиница «Днепр» (1940, архитекторы А. Брегман, А. П. Воинов).

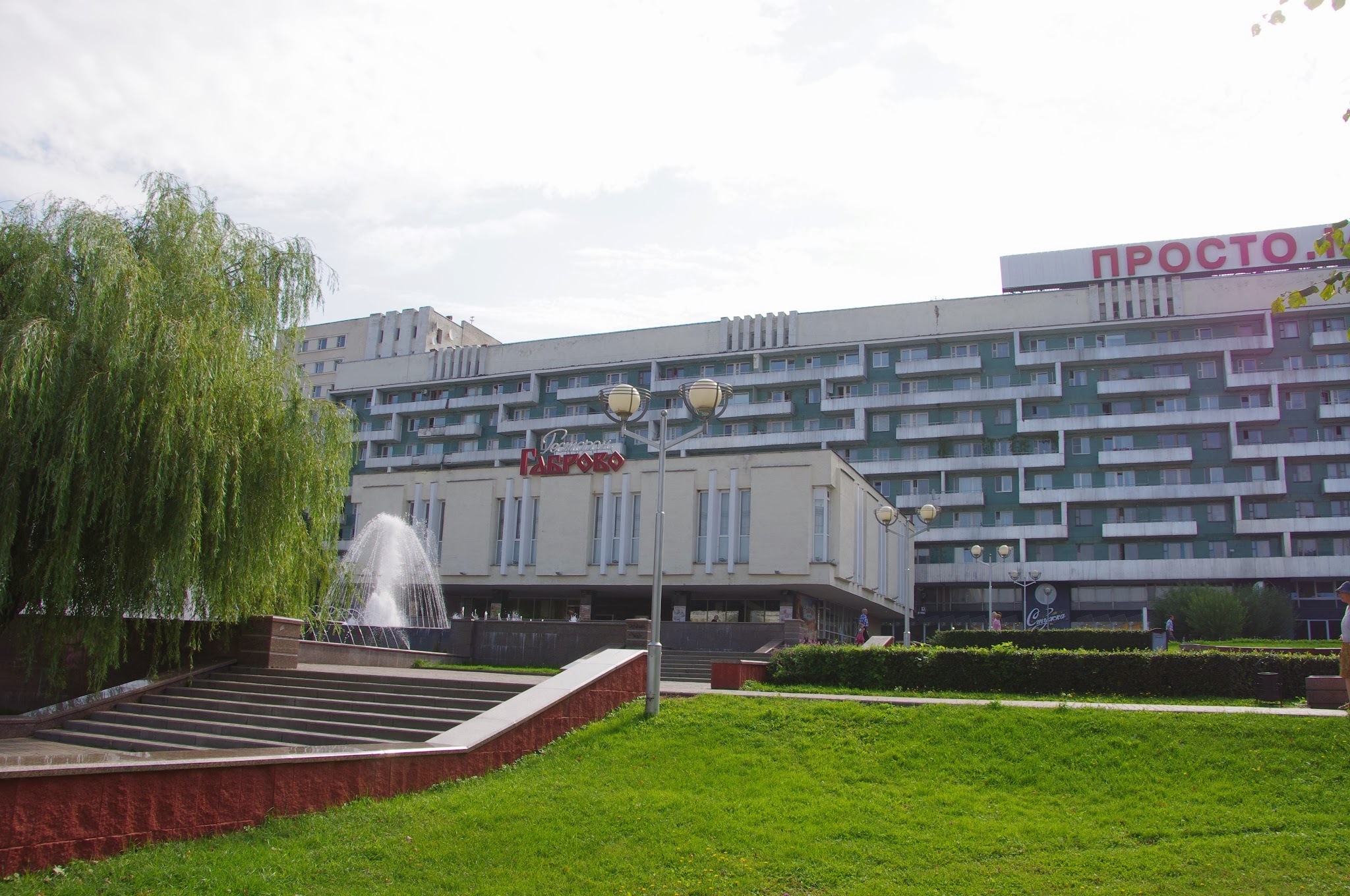
Дом № 31

- № 31 — 9-12-этажный жилой дом с инженерными сетями (1981 г., арх. И. Фролов, Г. Борахов).
- № 41 (бульвар Ленина, 6) — жилой дом (1938—1940) — Историко-культурная ценность Беларуси, код 513Г000039
- № 59 — Могилевский областной лечебно-диагностический центр.
- № 61 — универмаг «Центральный» (ЦУМ).
- № 71 — Дом Советов (1938—1940) — Историко-культурная ценность Беларуси, код 513Г000039
- № 73 — Здание бывшей жандармской казармы (до 1861 г.). Сейчас в нем размещается Могилёвский театр кукол. — Историко-культурная ценность Беларуси, код 513Г000040
- № 75 — Собор Трёх Святителей (1906—1909) — Историко-культурная ценность Беларуси, код 513Г000041
- № 77 — Могилёвский завод «Строммашина».
- № 83 — Здание (начало XX века). Сейчас в нем располагается телерадиокомпания «Могилев» — Историко-культурная ценность Беларуси, код 513Г000042
- № 85 изначально был четырёхэтажным зданием исполкома райсовета и райкома КПБ Ленинского района. Перестроили, появился пятый этаж. Сейчас в нем размещается Экономический суд Могилёвской области.

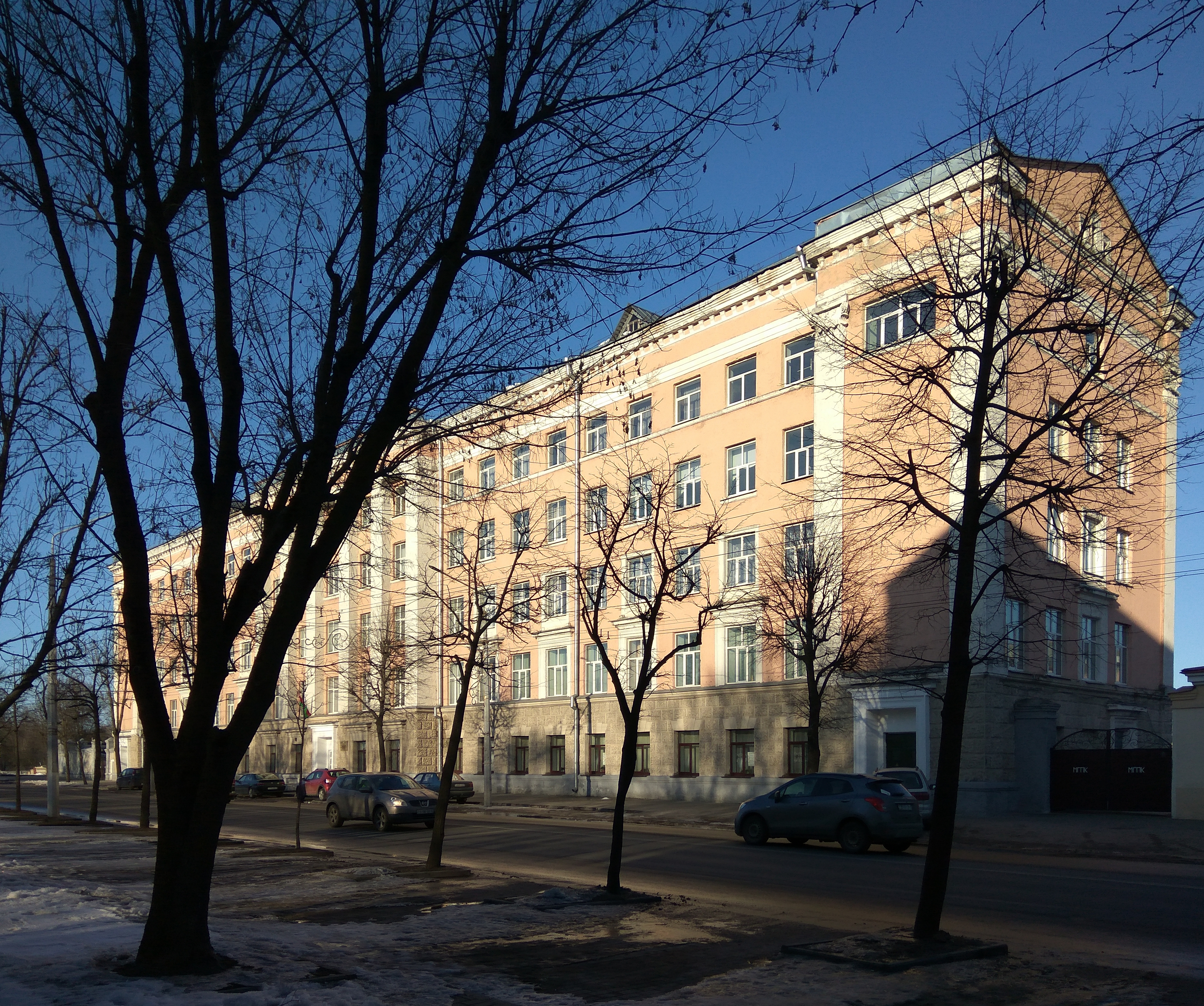
Могилёвский государственный политехнический колледж

- № 93 — Могилёвский государственный политехнический колледж

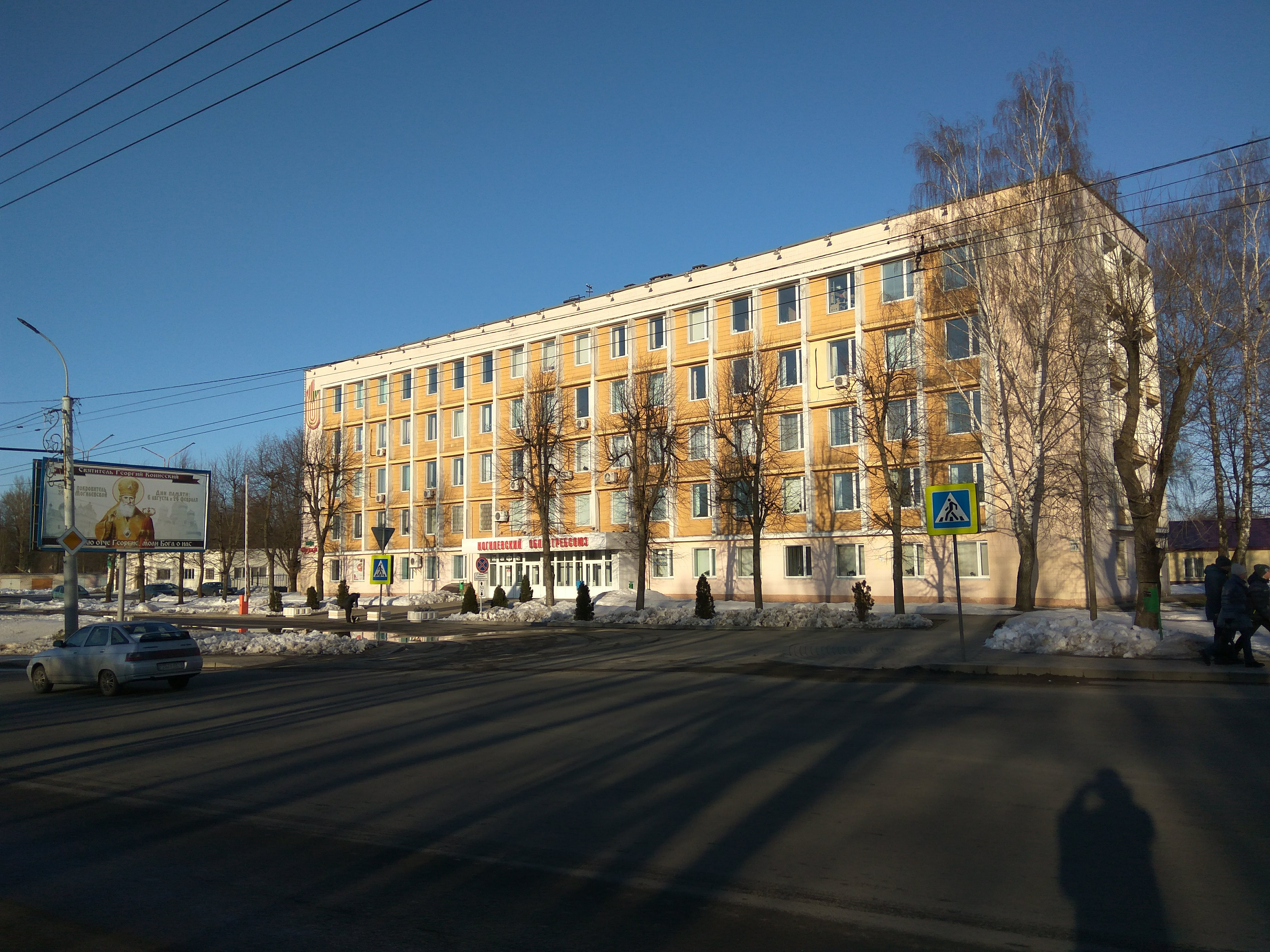
Здание Могилевского облпотребсоюза

- № 97 — здание Могилёвского облпотребсоюза (архитектор В. Шевченко)[7].
- № 125 — Здание (начало XX века) —Историко-культурная ценность Беларуси, код 513Г000043

### Чётная сторона
- № 8 — 7-9-этажное здание с 2-этажной пристройкой, в котором располагается Этнографический музей. При строительстве пристройки музея использованы остатки иезуитского коллегиума (подвалы, юго-западный дворовый фасад).

На этом участке существовал дом Пасе, в котором располагалась гостиница «Франция».
- № 10 — Могилёвская областная филармония.

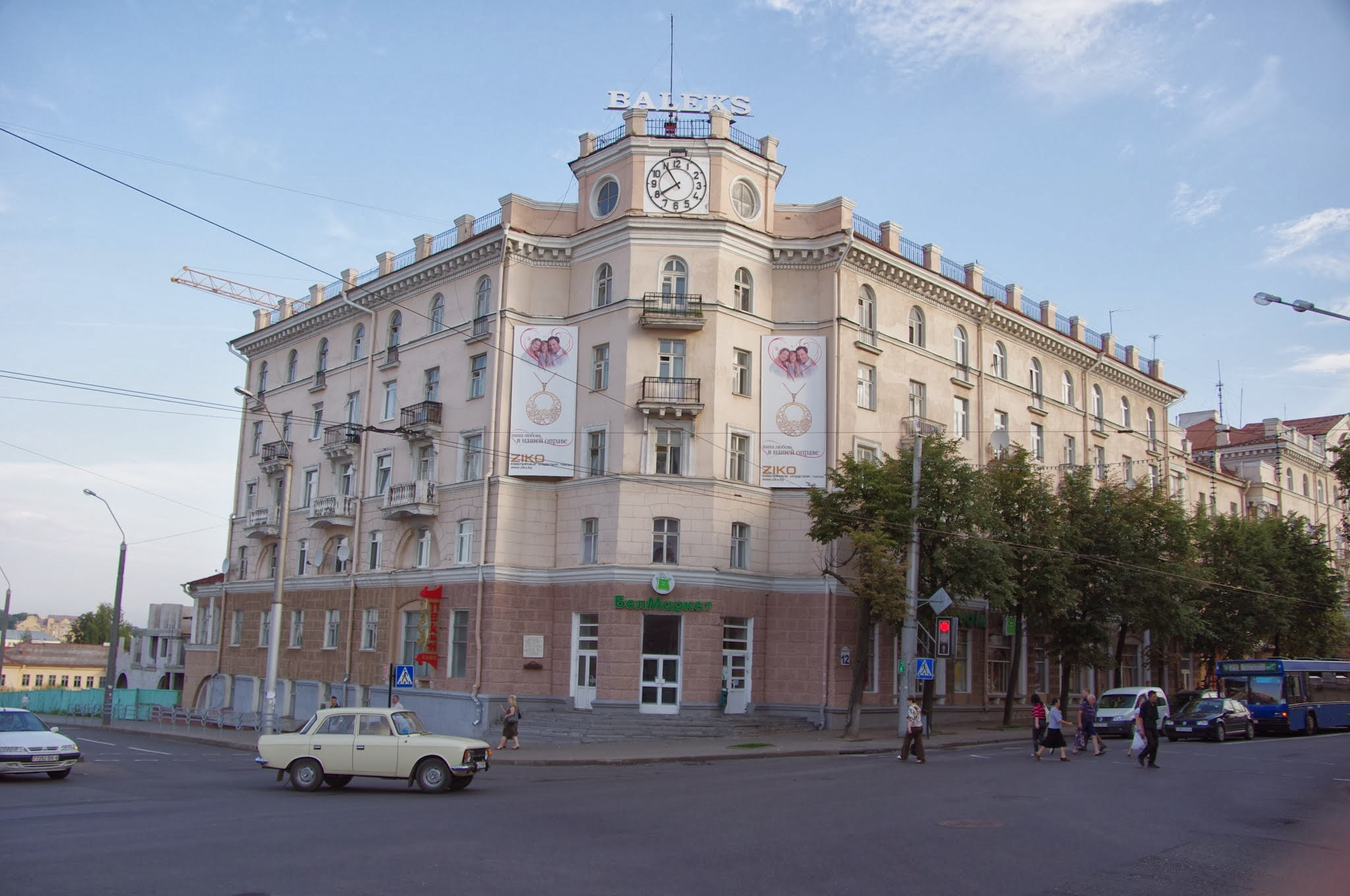
143-квартирный жилой дом № 12

- № 12 — 4-5-этажный 143-квартирный жилой дом (1950—1954, архитектор Л. Рыминский). Ранее на этом месте располагались: в доме Каца — гостиница «Лондонская», принадлежавшая Гнесе Гиршевне Манасзону[4], в доме Бако — «Московская», принадлежавшая Хаим-Иоселю Файвелевичу Шефтелю[4], в Грубине — «Орловская», принадлежавшая Мордуху Лейбовичу Берлину[4], Гинзбург — «Эрмитаж», принадлежавшая Абелю Моисеевичу Гинзбургу[4][8].

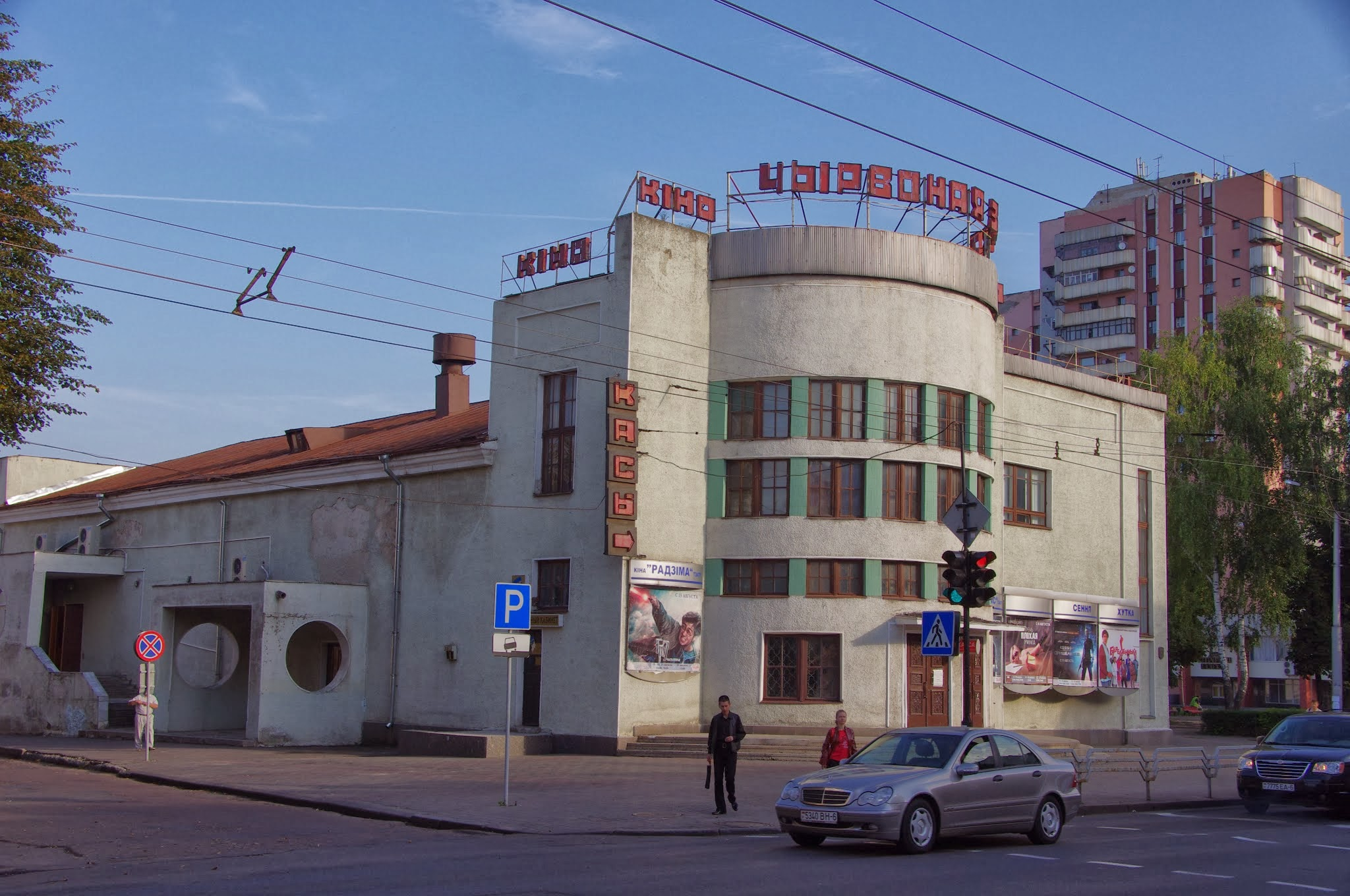
Кинотеатр Красная Звезда

- № 14 — Здание кинотеатра «Красная звезда» (1920-е гг.) — Историко-культурная ценность Беларуси, код 513Г000587
- № 18 — бывший Дом культуры швейной фабрики. Сейчас в здании располагается Могилёвский автодор.
- № 22 —Историко-культурная ценность Беларуси, код 513Е000001
- № 24 — Средняя общеобразовательная школа № 1 — Историко-культурная ценность Беларуси, код 513Е000001
- № 24а —Историко-культурная ценность Беларуси, код 513Е000001
- № 26 — Трёхэтажный дом Эбина (первая половина XIX в.) — Историко-культурная ценность Беларуси, код 513Е000001
- № 28 — Почтовое отделение (1961). Построен на основе типового проекта с переработкой фасадов и интерьеров.
- № 28а — Могилёвский горисполком.
- № 30 — Центральная городская библиотека имени К. Маркса.
- № 32 (ул. Крыленко) — 5-этажный 54-квартирный жилой дом (1950—1955, арх. А. Семененко).
- № 34 — Здание бывшего дворянского собрания (вторая половина XIX в.). Сейчас в здании располагается Могилевский городской центр культуры и досуга. — Историко-культурная ценность Беларуси, код 513Г000038
- № 34а — ТЦ «Магнит».

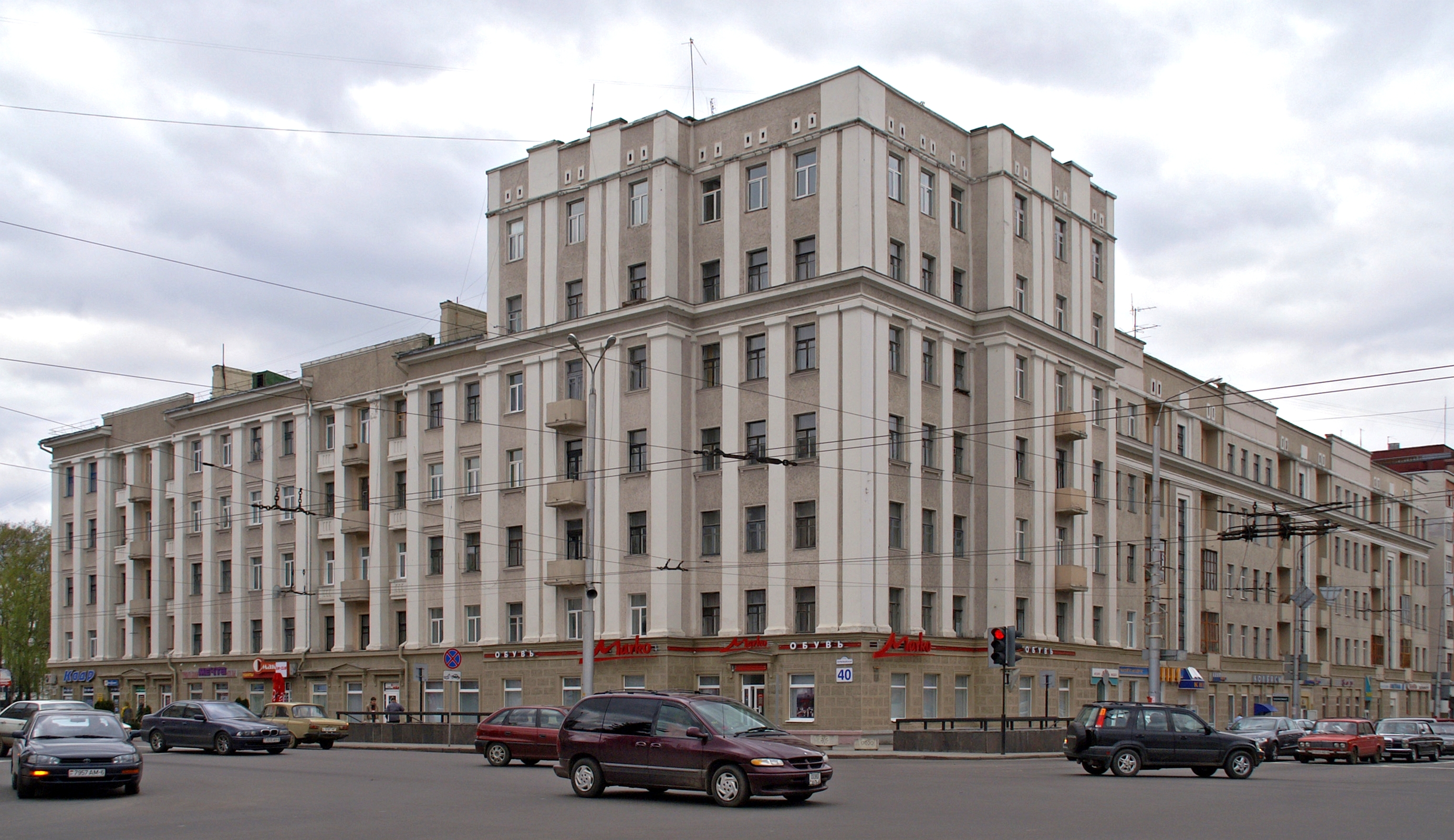
Жилой дом № 40/39

- № 40/39 — жилой дом (1938—1940) — Историко-культурная ценность Беларуси, код 513Г000039
- № 42/20 — жилой дом (1938—1940) — Историко-культурная ценность Беларуси, код 513Г000039
- № 70 — Могилёвская типография имени Спиридона Соболя.
- № 82 — Дом культуры железнодорожников
- № 152 — Профессиональный лицей № 9.

## Памятники
- Бюст И. И. Гусаковского (1955) — Историко-культурная ценность Беларуси, код 513Ж000036
- Могила И. С. Лазаренко (1944), в сквере — Историко-культурная ценность Беларуси, код 513Д000037
- Мемориальная арка (1780), напротив гостиницы «Днепр» — Историко-культурная ценность Беларуси, код 513Г000585
- Мемориальная доска на доме № 44 в честь 100-летия со дня рождения П. А. Лярского.
- Мемориальная доска жертвам фашизма на здании одного из цехов завода «Строммашина» (ул. Первомайская, 77). Установлена в 1966 году. Во время оккупации города немецко-фашистские захватчики создали на территории предприятия концентрационный лагерь, где погубили сотни советских граждан[9].
- Памятник Павлу Масленикову (1997; скульптор В. Летун, архитектор В. Чаленко).